# Yoshimine-dera
Fondé en 1029 par le prêtre bouddhiste Gensan, le Yoshimine-dera (善峯寺) est un temple bouddhiste de l'école tendai situé dans l'arrondissement occidental de Nishikyō-ku à Kyoto. Il est construit sur les collines de l'ouest (Nishiyama) donnant sur la ville.
La principale image de dévotion est une statue de Kannon aux milles bras. Ses caractéristiques notables comprennent le pin appelé « dragon glissant » (Yōryu no matsu, monument naturel), contraint pour croître horizontalement et qui autrefois atteignait plus de 50 mètres de long, et un tahōtō, pagode à un étage désignée bien culturel important.
Le Yoshimine-dera est le vingtième temple du pèlerinage de Kansai Kannon.

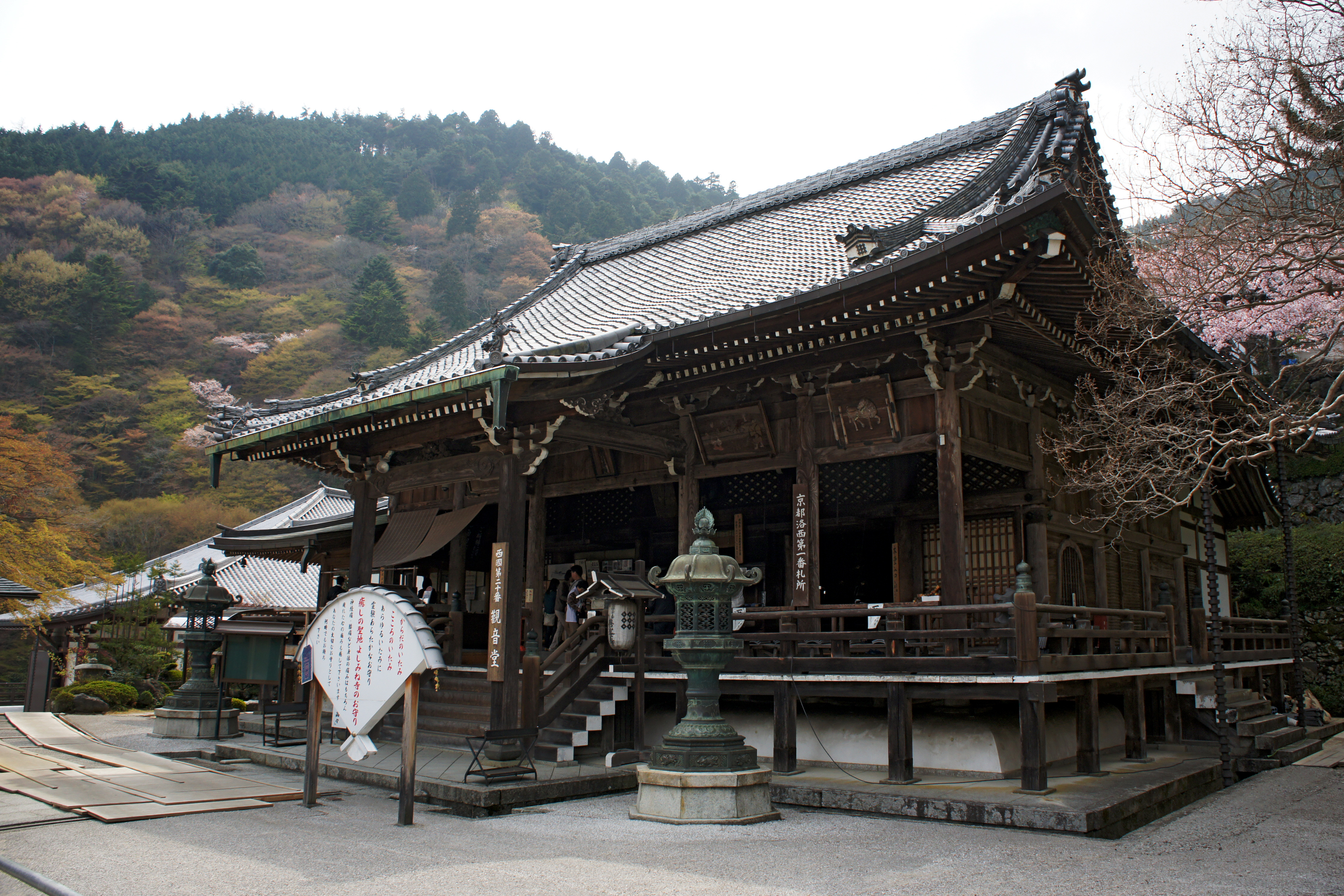
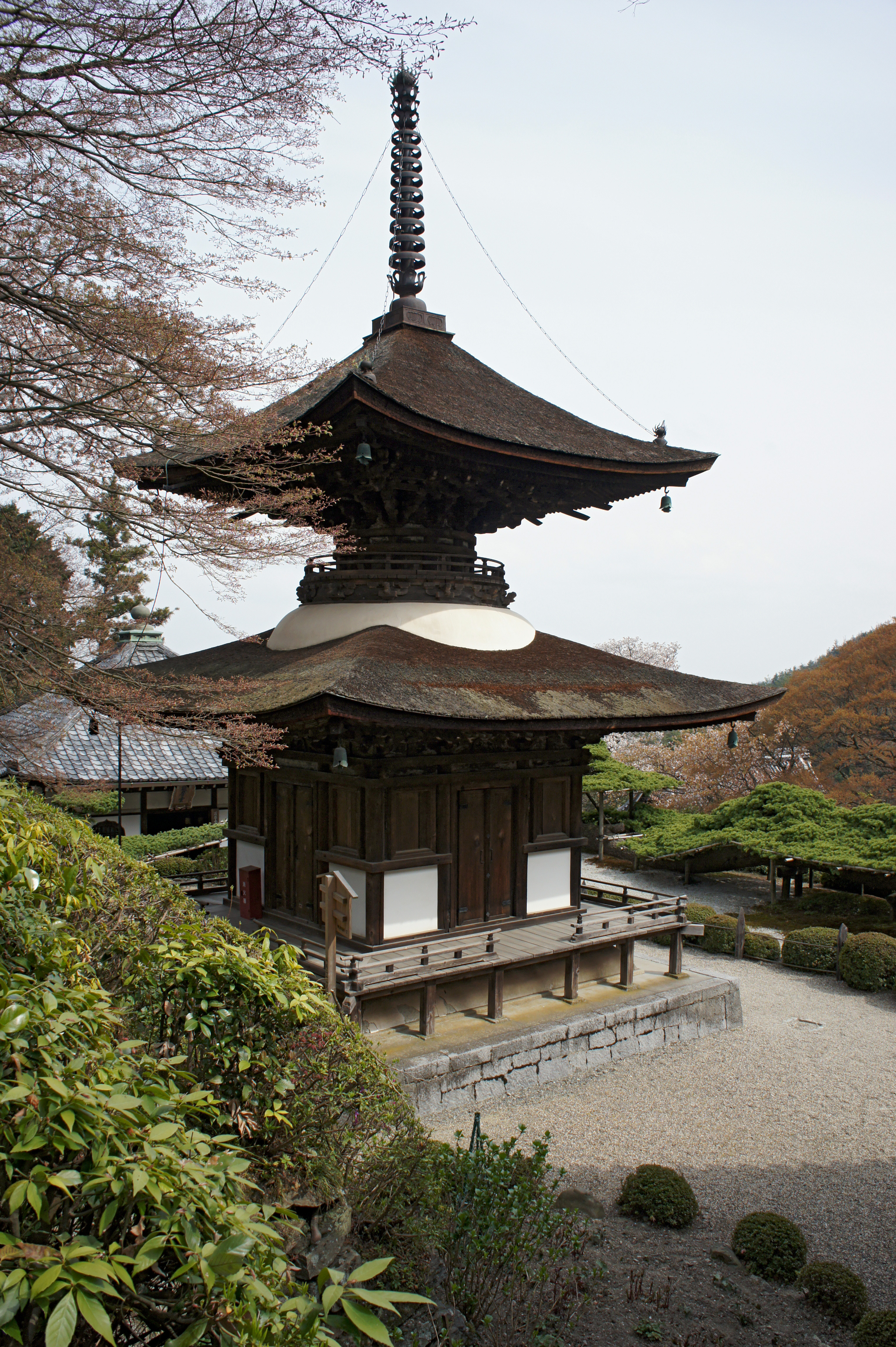
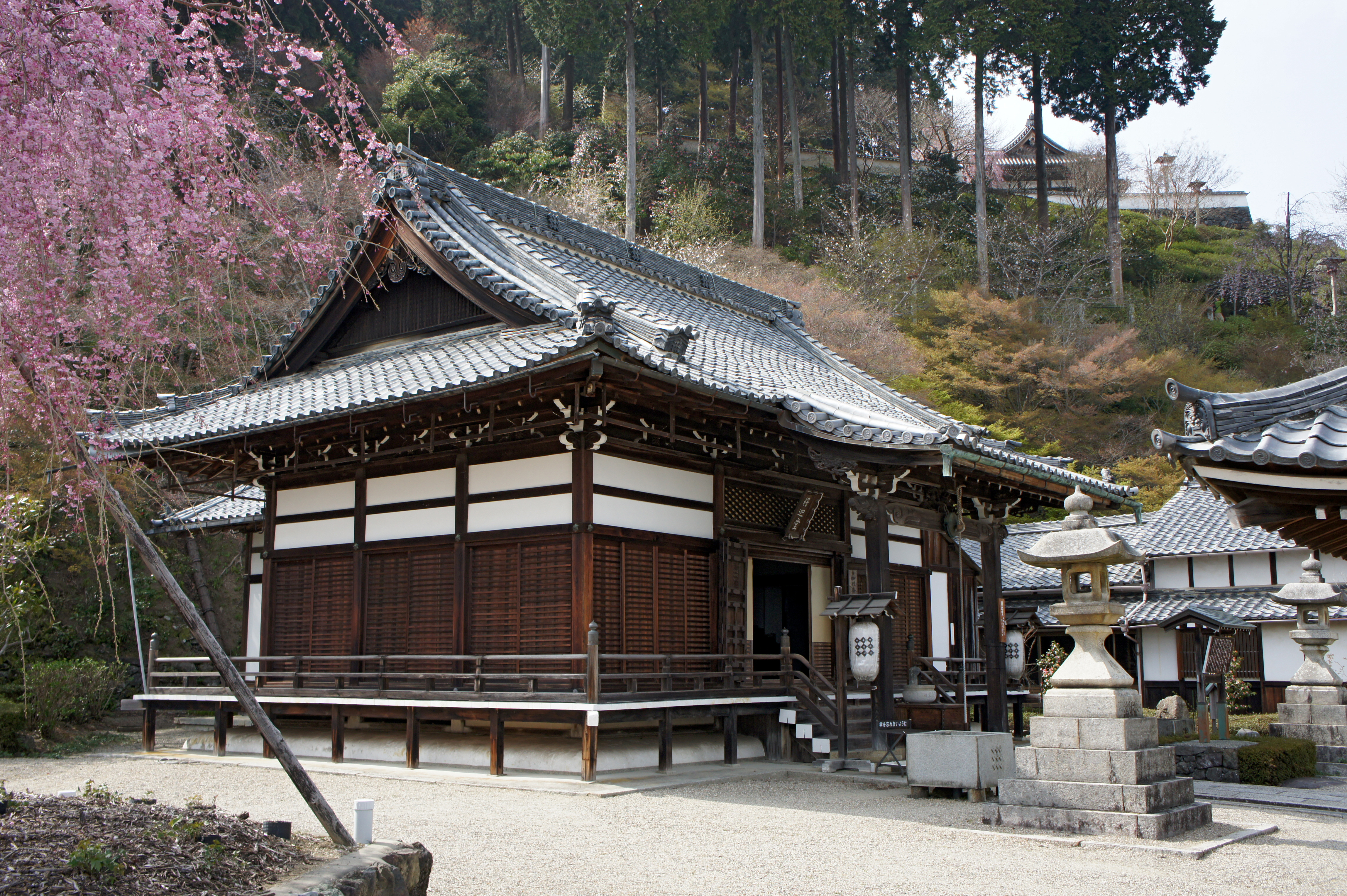
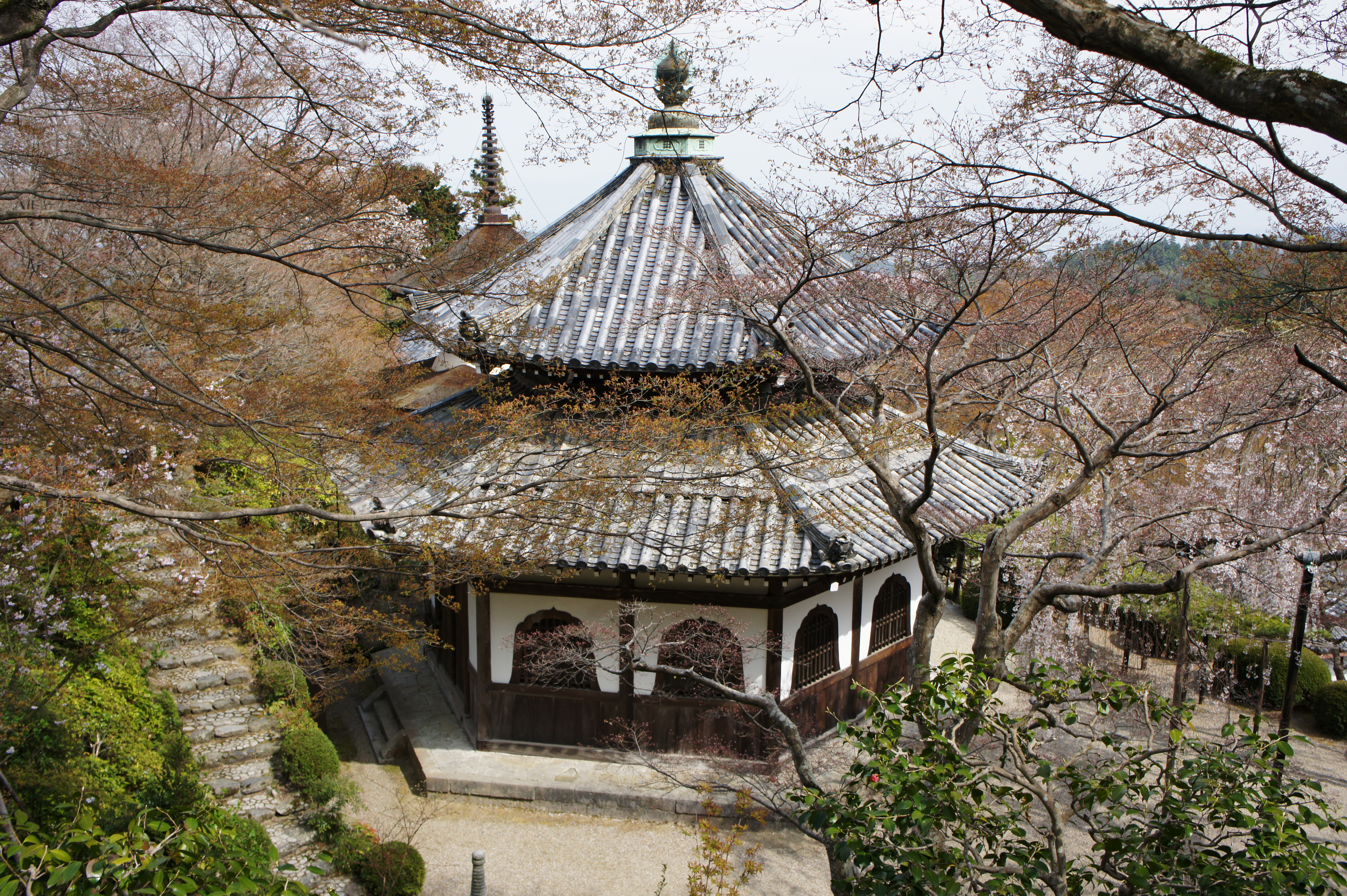
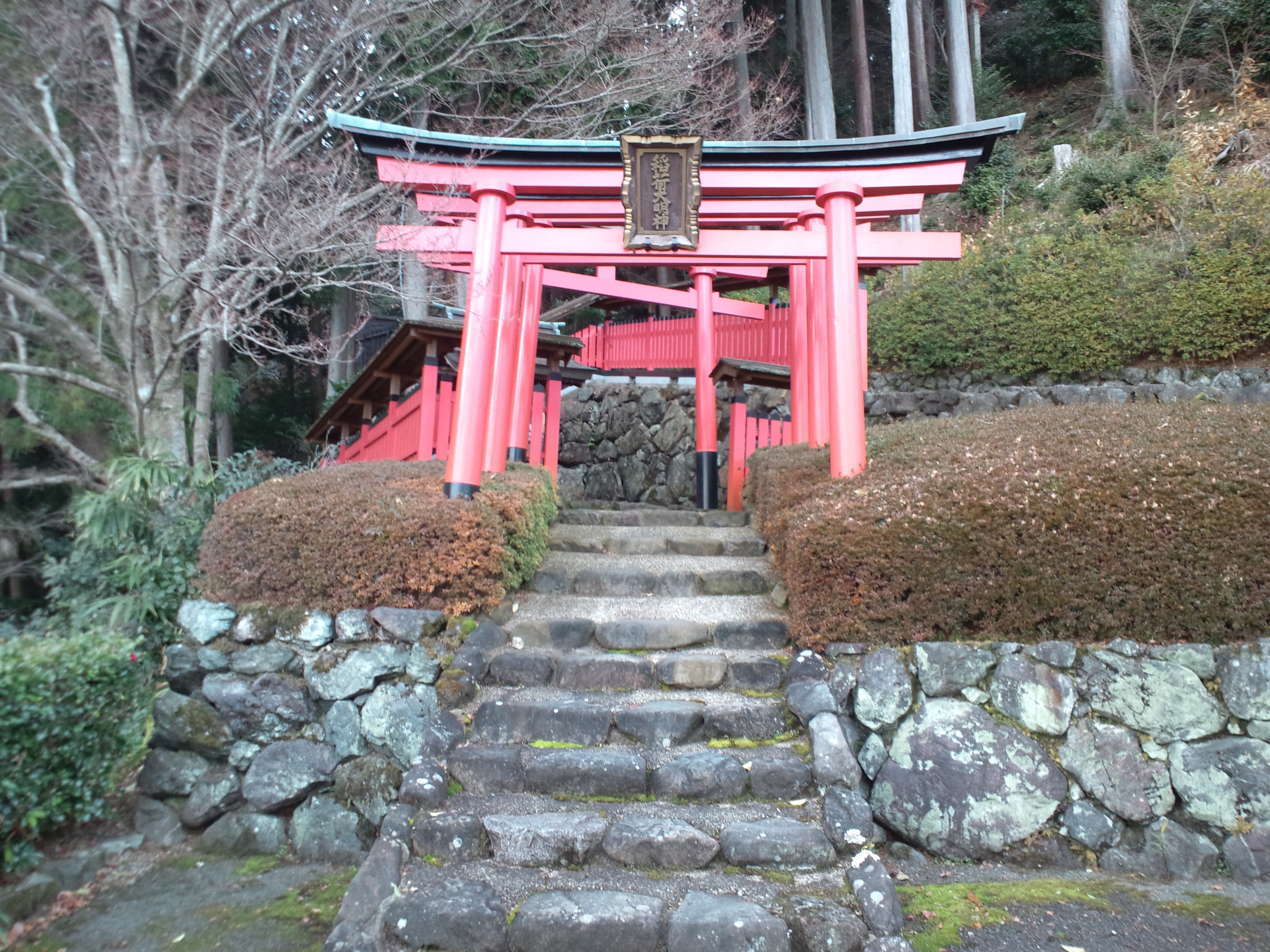
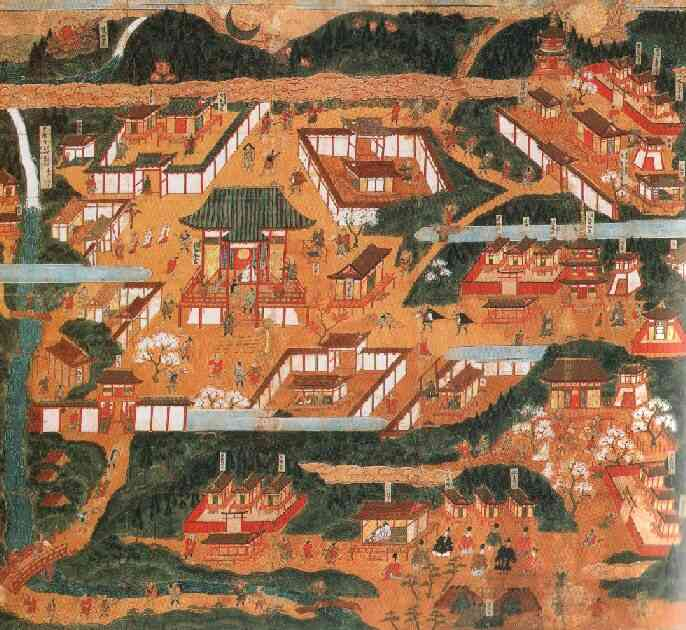

## Au cinéma
Le temple apparaît dans le film Mémoires d'une geisha de Rob Marshall sorti en 2005.